# Lolliguncula (Lolliguncula)
Sous-genre
Lolliguncula (Lolliguncula) est un sous-genre de calmars.

## Liste des espèces
- Lolliguncula brevis (Blainville, 1823) - calmar court
- Lolliguncula mercatoris Adam, 1941 - calmar doigtier de Guinée
- Lolliguncula panamensis Berry, 1911